# Geostationäre Transferbahn

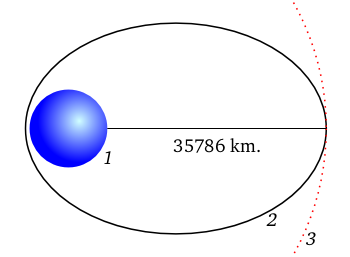
Geostationäre Transferbahn
(1) Erde
(2) GTO
(3) GEO

Eine geosynchrone oder geostationäre Transferbahn (auch Geotransferorbit; Abk. GTO von engl. geosynchronous / geostationary transfer orbit) ist eine Erdumlaufbahn, auf der Satelliten von Trägerraketen ausgesetzt werden, um danach endgültig auf einer geosynchronen oder geostationären Umlaufbahn (GEO) positioniert zu werden. Dem dazu erforderlichen Bahnmanöver geht eine genaue Bahnbestimmung voraus.
Der GTO hat die Form einer langgestreckten Ellipse; einer ihrer Brennpunkte ist der Erdmittelpunkt. Der am weitesten von der Erde entfernte Punkt – das Apogäum – liegt meist in der Nähe des geostationären Orbits in 35.786 km Höhe über dem Äquator. Die Bahngeschwindigkeit dort ist aber noch zu gering für die gewünschte Kreisbahn und die Bahnneigung (Inklination) meist zu groß.
Normalerweise setzt eine Rakete den Satelliten am (oder in der Nähe des) erdnächsten Punkts (dem Perigäum) der Ellipsenbahn aus. Die Umlaufzeit auf einem typischen GTO (250 × 36.000 km) beträgt ca. 10,5 Stunden, womit die Höhe der geostationären Umlaufbahn erstmals nach etwas mehr als 5 Stunden passiert wird.

## Besondere Verfahren einiger Trägerraketen
Einige Trägerraketen fliegen zuerst eine niedrige Parkbahn an und starten von dort meist einen Hohmann-Transfer, dessen elliptischer Teil die geostationäre Transferbahn ist.
Einige Trägerraketen, wie die Ariane, bringen die Satelliten jedoch direkt auf die geostationäre Transferbahn, wozu von einem äquatornahen Standort aus, wie Kourou, ebenfalls ein {\displaystyle \Delta v} von knapp 9,8 km/s nötig ist.
Einige Trägerraketen, die auf einem sehr hohen Breitengrad starten, z. B. die russische Proton, steuern einen Super-GTO oder auch supersynchronen Transferorbit mit sehr hohem Apogäum an. Wegen der dort geringen Bahngeschwindigkeit können sie die hohe Inklination mit weniger Energieaufwand abbauen (bi-elliptischer Transfer). Zu diesem Zweck erhält der Flugkörper beim Überqueren der Äquatorebene eine Querbeschleunigung in seiner Bahnebene, die deren Neigung auf Null umlenkt.

## Triebwerke für den Wechsel in die geostationäre Umlaufbahn
Für den Wechsel vom elliptischen GTO in den kreisförmigen GEO ist ein {\displaystyle \Delta v} von knapp 1,5 km/s im Apogäum des GTO nötig. Einige Trägerraketen leisten dies mit ihrer Oberstufe. Dabei bleibt diese allerdings in der Nähe des GEO zurück bzw. muss auf einen Friedhofsorbit „entsorgt“ werden.
Satelliten, die den Wechsel mit einem Feststofftriebwerk als Apogäumsmotor bewerkstelligen, bleiben oft mit diesem verbunden. Die Zündung kann bereits nach einem halben Erdumlauf geschehen, oder auch nach einigen Erdumläufen im GTO, um z. B. den Satelliten technisch zu überprüfen.
Einen Flüssigtreibstoff-Apogäumsmotor kann man mehrfach zünden, jeweils im Apogäum, um das Perigäum schrittweise anzuheben. Das hat den Vorteil, dass die Strukturmasse des Triebwerks zugunsten der Nutzlast reduziert werden kann. Eine Aufteilung der Antriebsleistung auf Oberstufe und Apogäumstriebwerk wäre technisch möglich, ist aber unüblich.
Ionentriebwerke, deren noch geringere Antriebsleistung von den Solarmodulen geliefert wird, eignen sich besonders für die immer wieder nötigen Bahnkorrekturen während der Lebensdauer des Satelliten. Um dieses Triebwerk auch für die Anhebung des Perigäums einsetzen zu können, verwendet man auch hier den bi-elliptischen Transfer über einen mit chemischem Antrieb erreichten Super-GTO.